# Rhynchagrotis cupida
Rhynchagrotis cupida là một loài bướm đêm trong họ Noctuidae.